# Парк Багатель

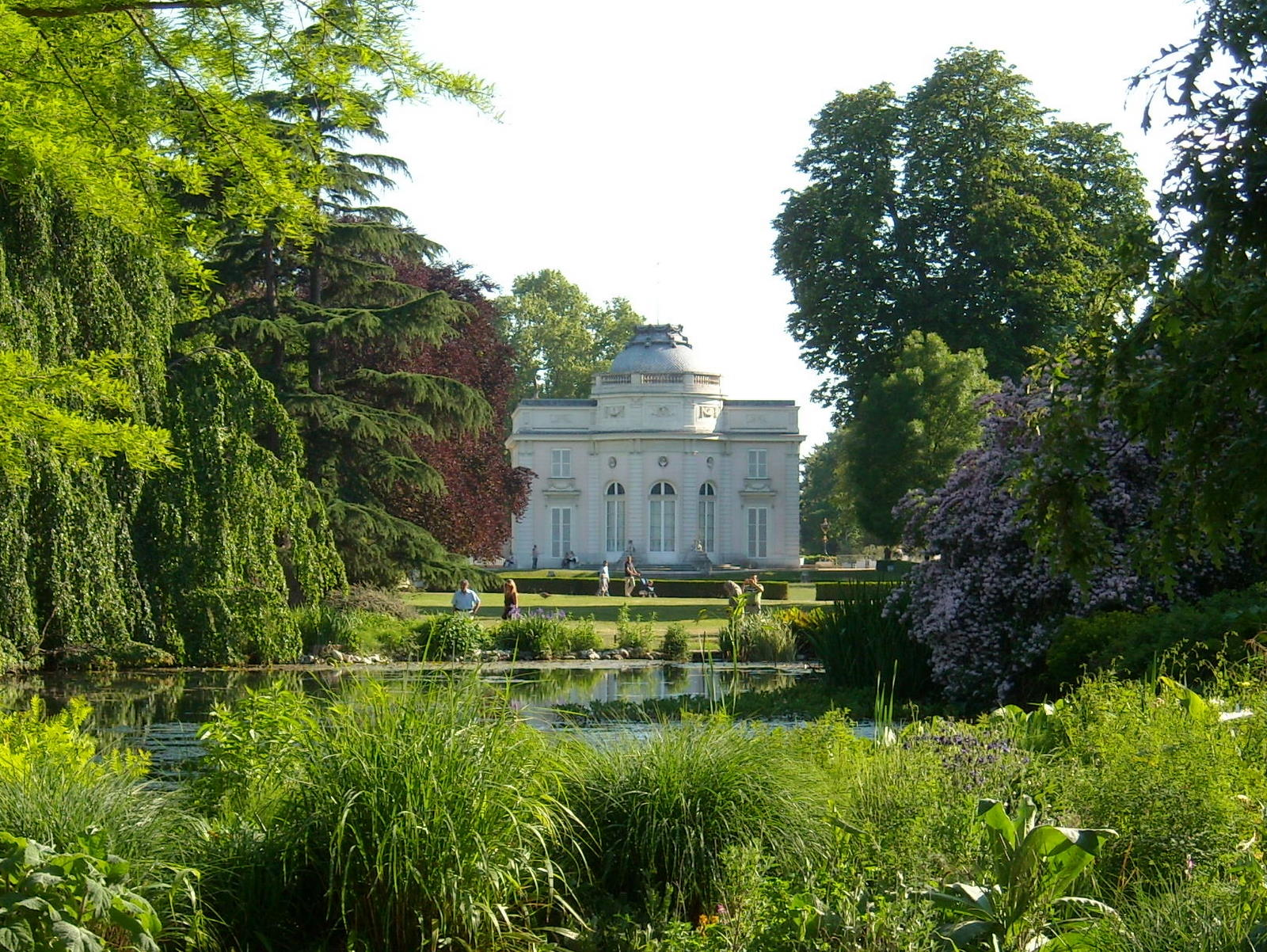
Палац і парк Багатель в Булонському лісі

Парк Багатель (фр. Parc de Bagatelle) знаходиться на території Булонського лісу в Парижі. Парк Багатель є частиною паризького Ботанічного саду, разом з Отейським оранжерейним садом в тому ж таки Булонському лісі та двома іншими парками у Венсенському лісі.
Парк назвається за невеликим палацом, розташованим на його території, що побудований в 1775 році братом Людовика XVI на парі зі своєю невісткою Марією-Антуанеттою: — Побудувати палац за 2 місяці? — Дрібниця! (Une bagatelle!). Парі було вигране завдяки праці 900 робітників, які працювали навіть вночі. Паризька мерія придбала палац Багатель в 1904 році.

## Галерея

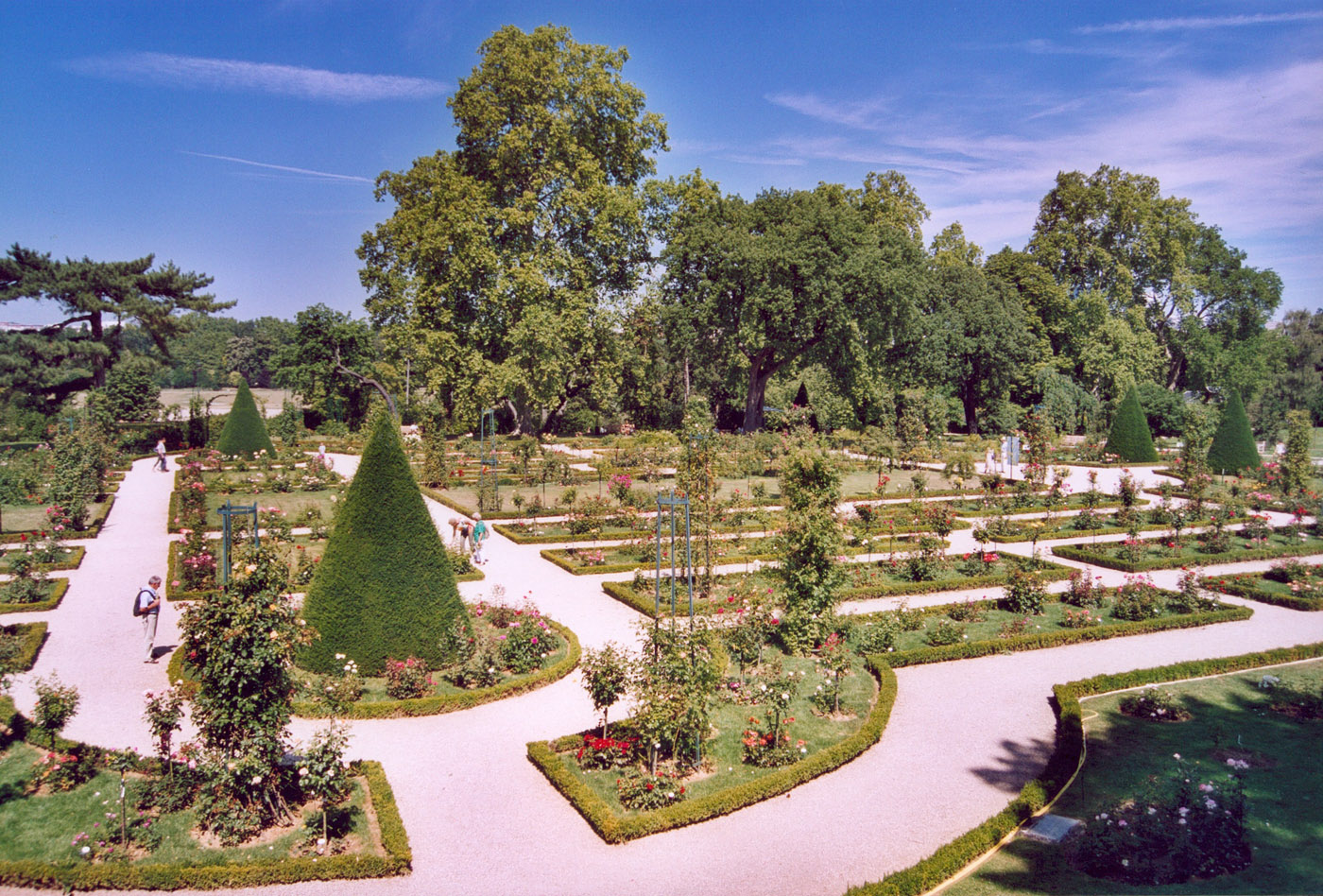
Розарій
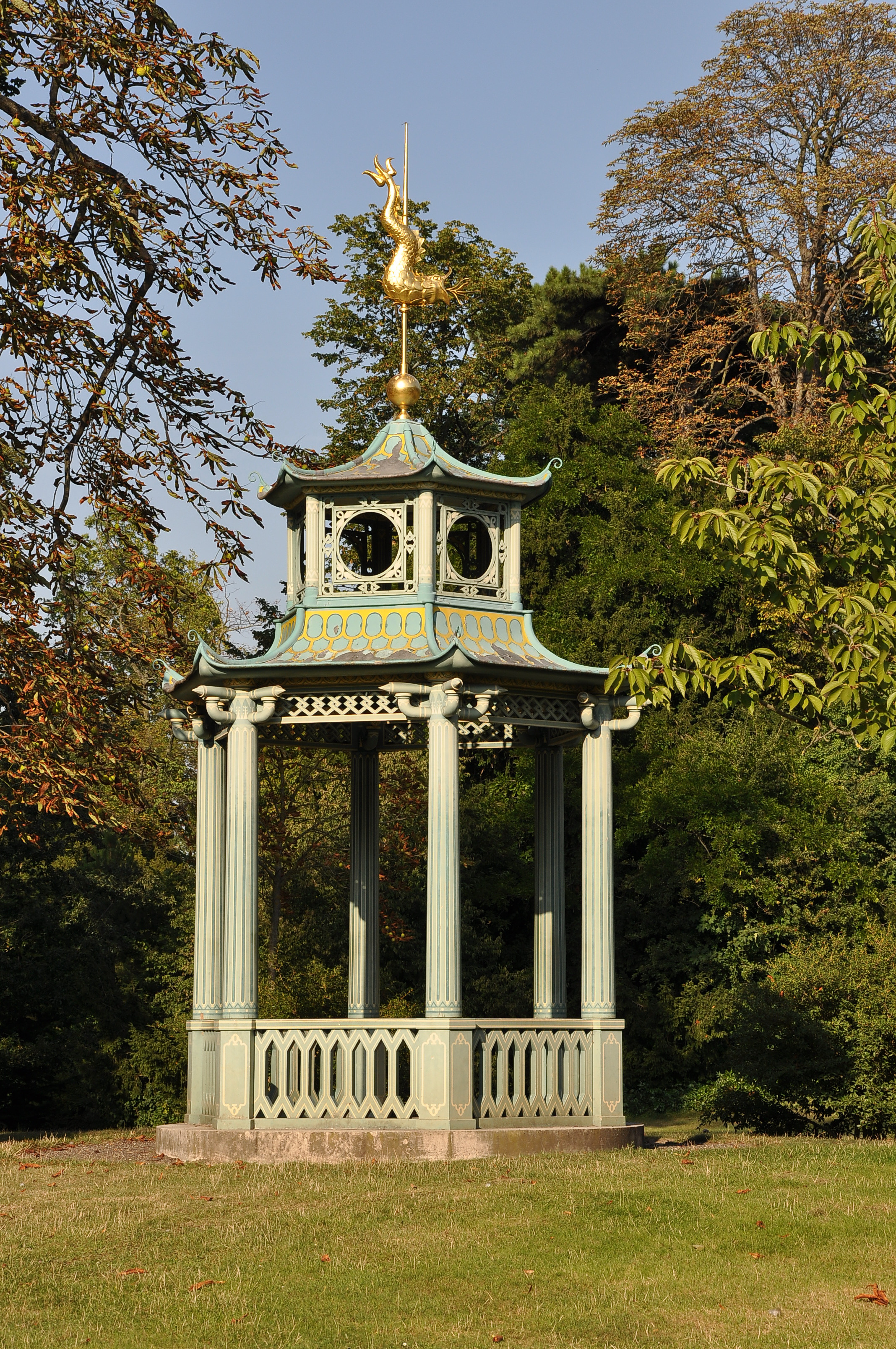
Пагода
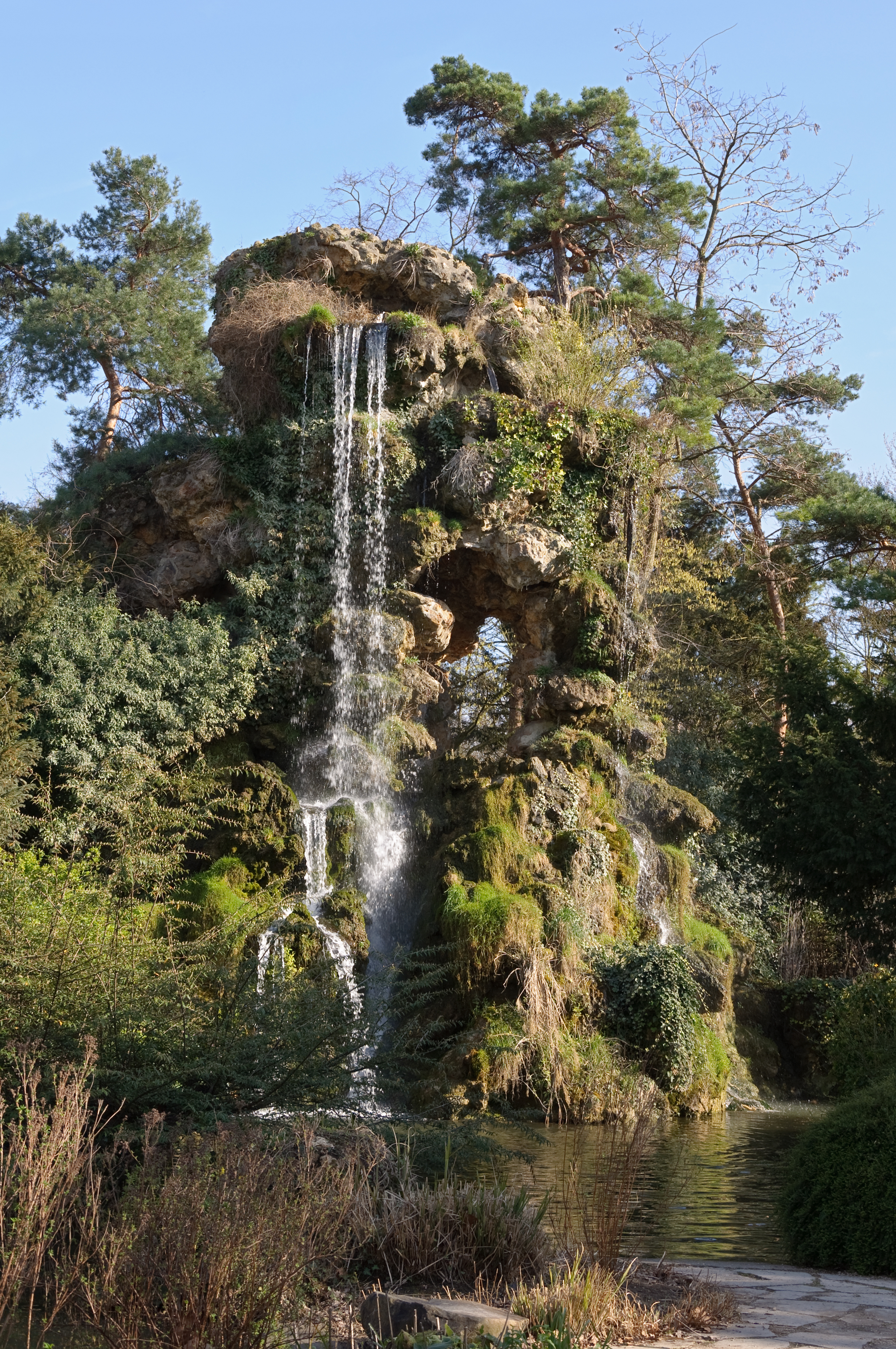
Каскад (сад)
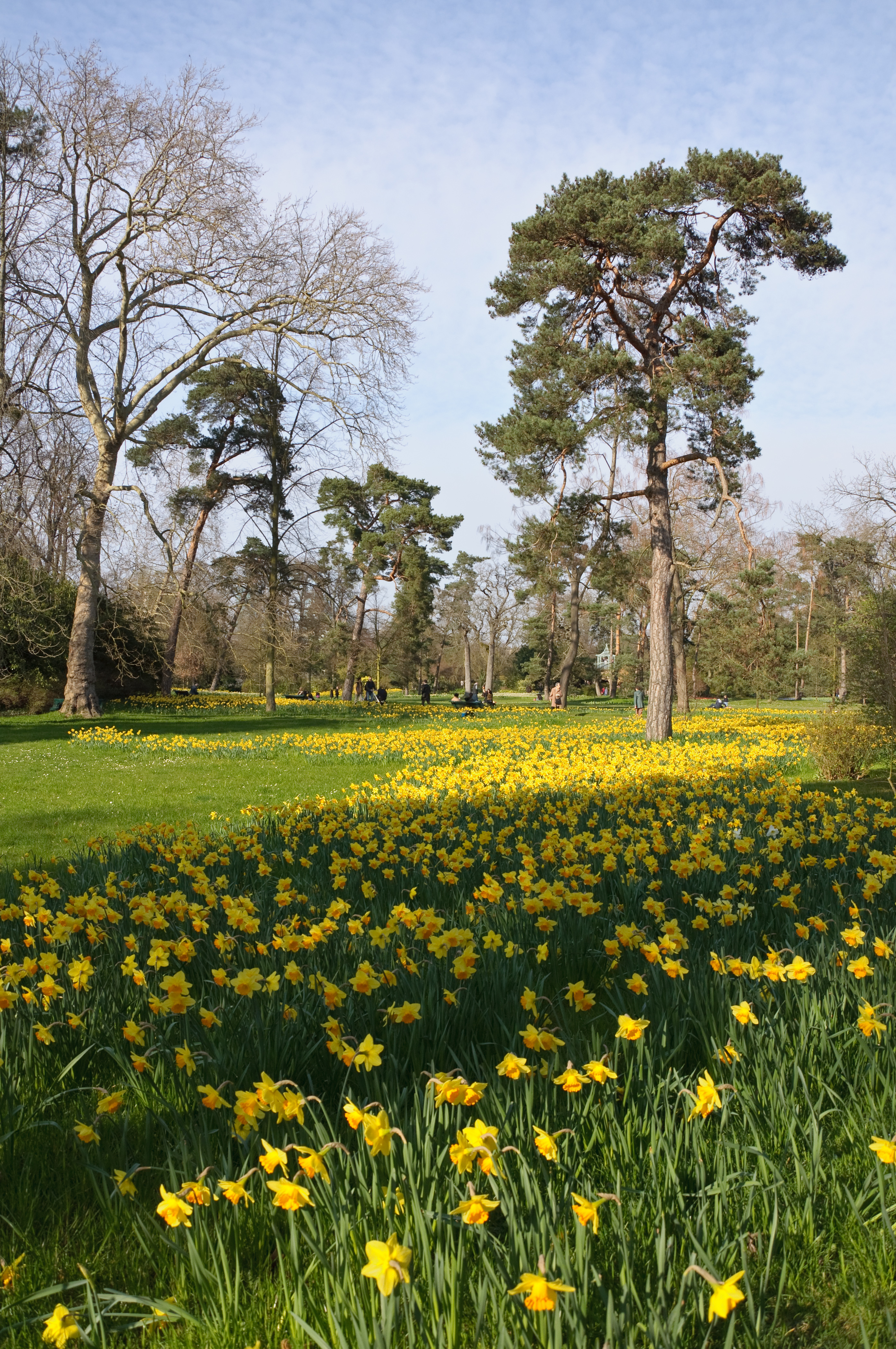
Нарциси весною
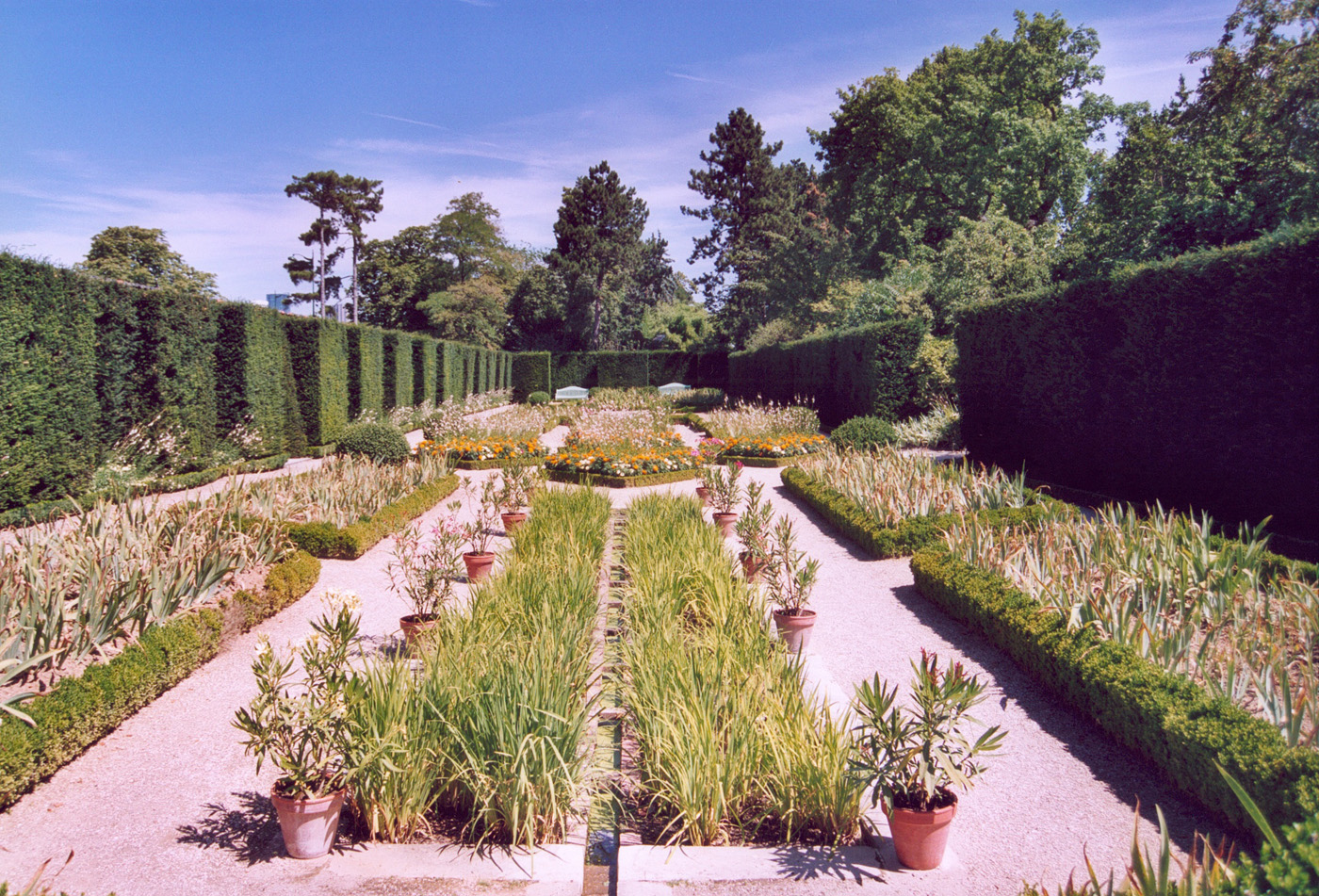
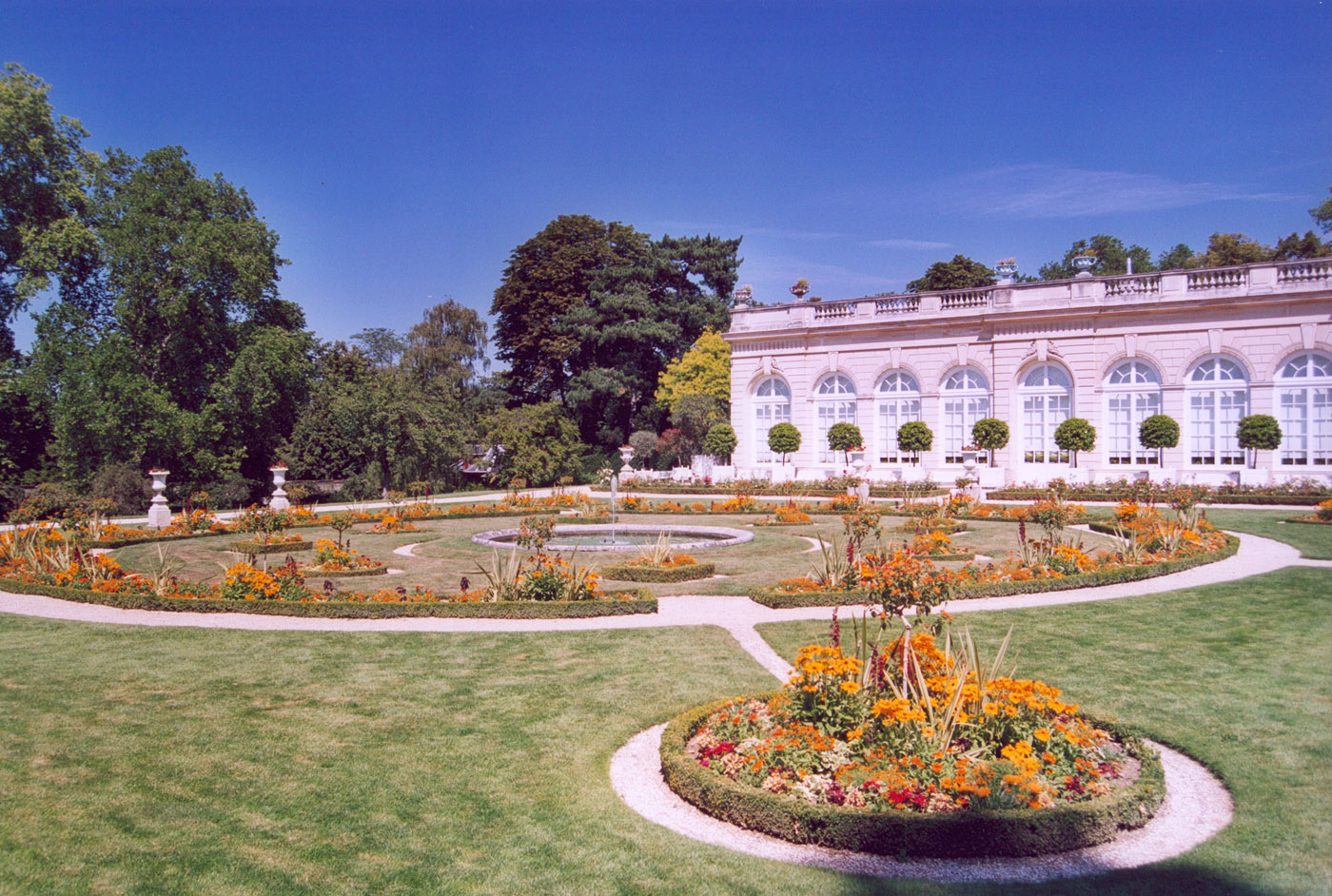
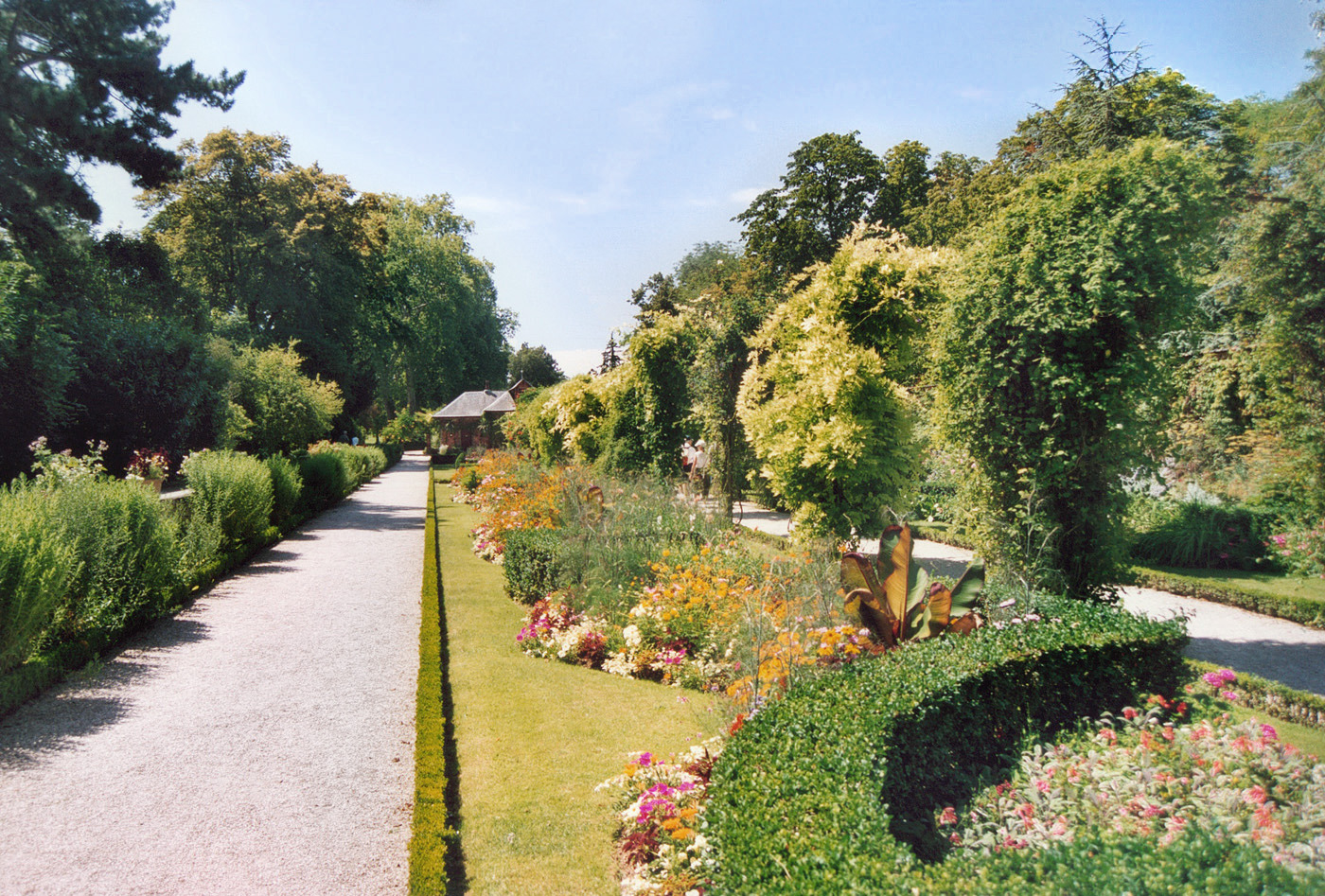
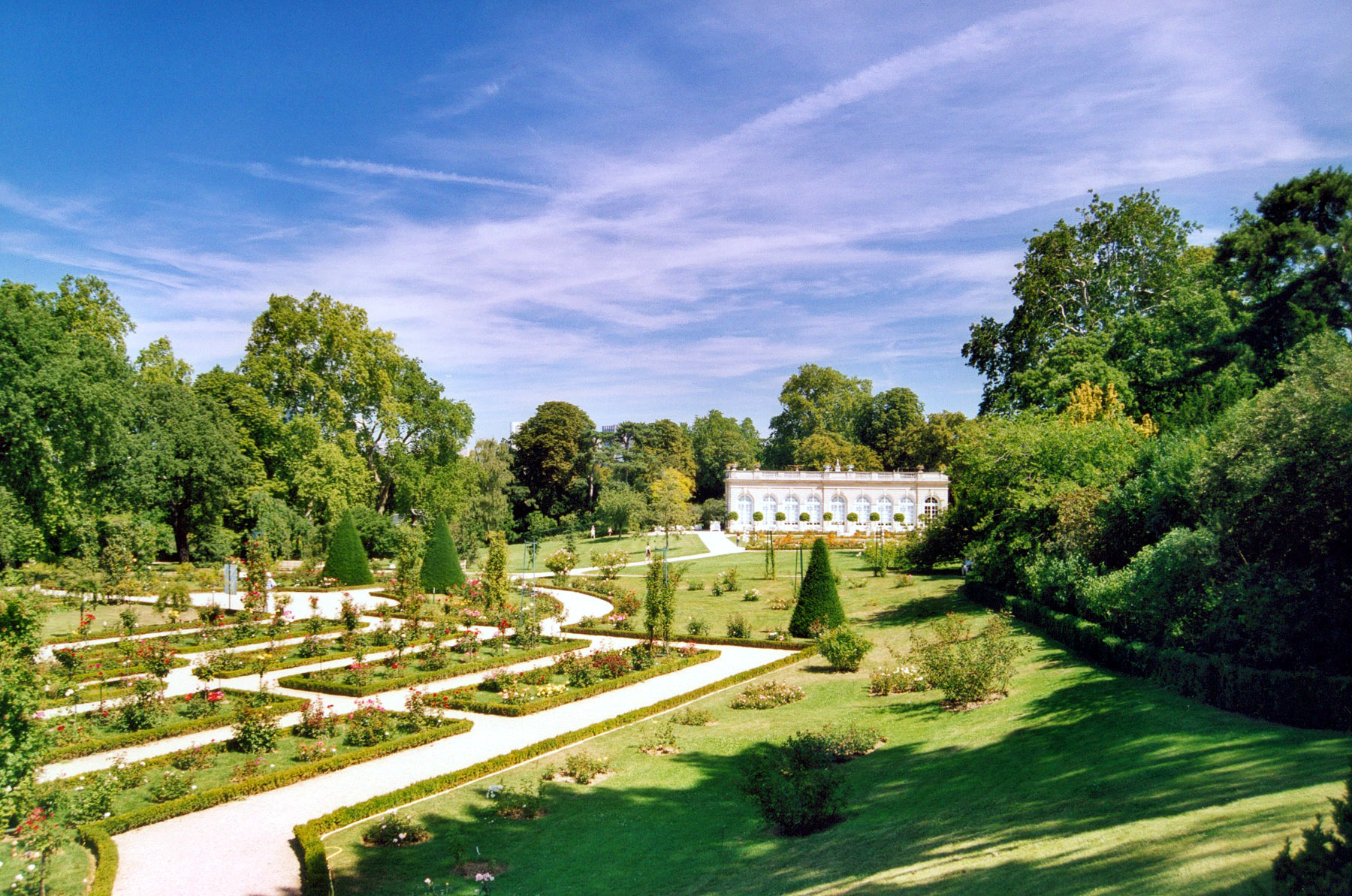
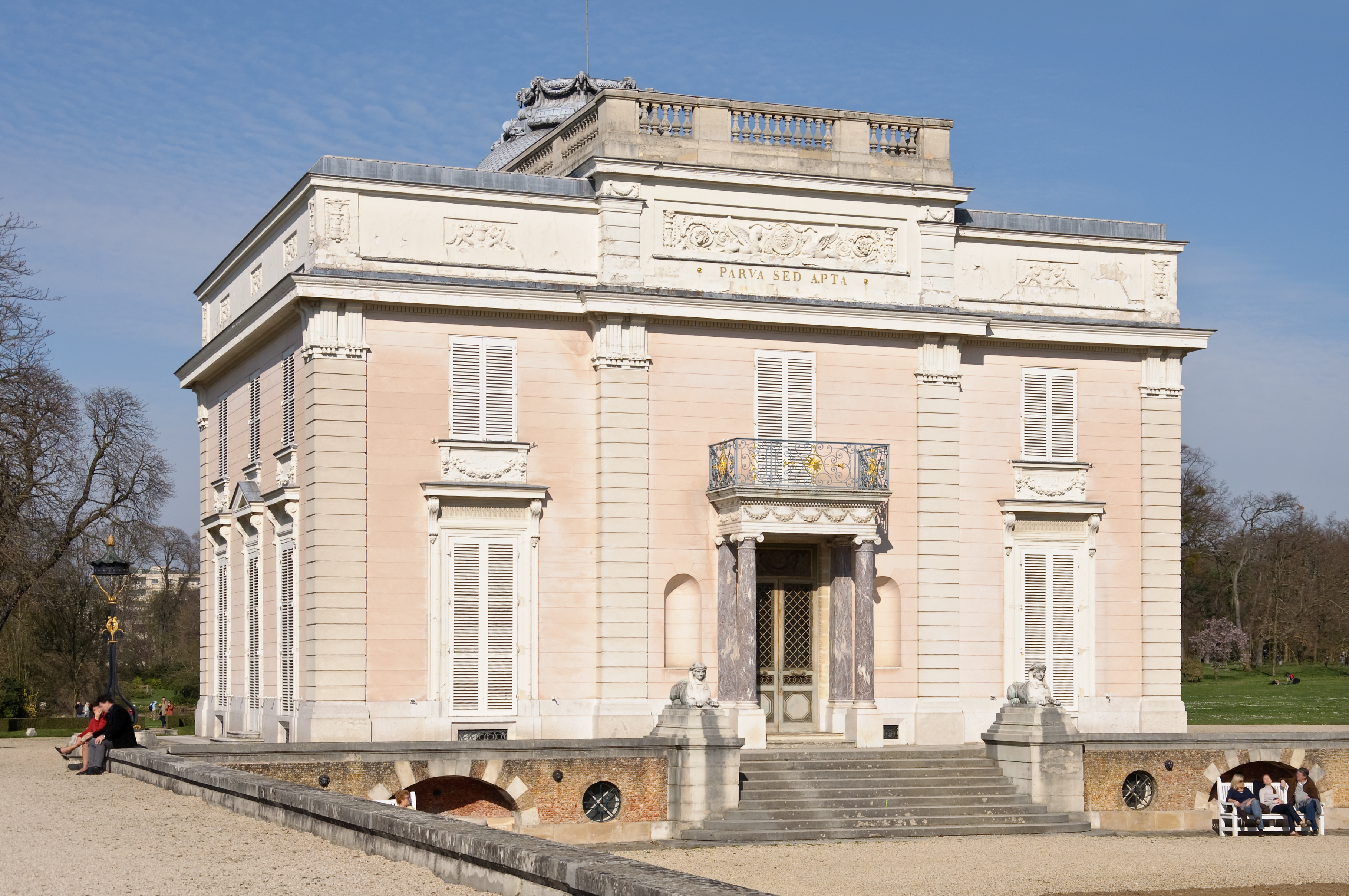
Вхід до замку
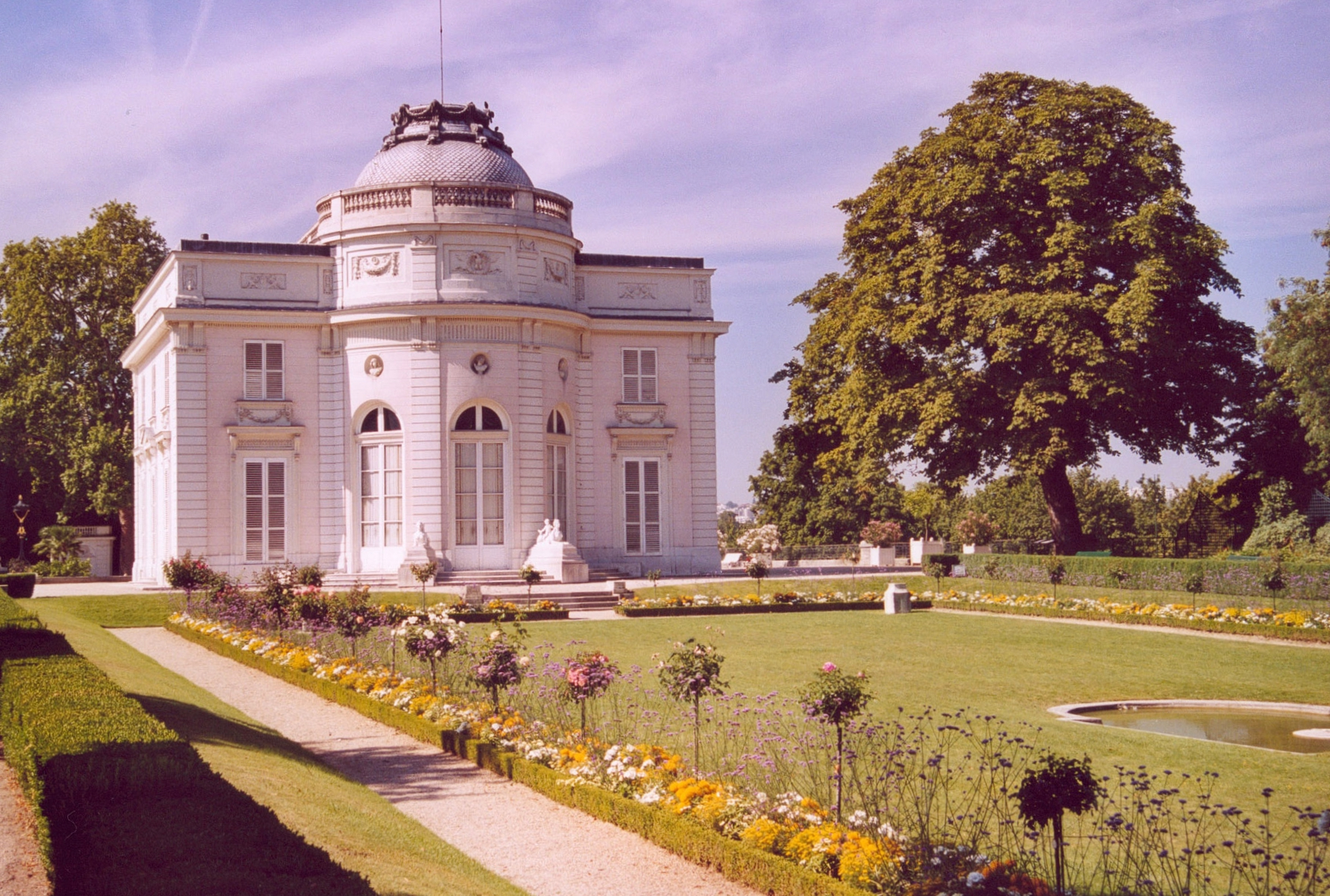
Замок